# Тайгинка
Тайги́нка — посёлок (до 2004 г. — посёлок городского типа) в Челябинской области России. Входит в Кыштымский городской округ. Тайгинка росла и развивалась одновременно с активной разработкой месторождений графита.В них добывалось сырье для промышленных предприятий. Сейчас это самый развитый и большой посёлок в  городском округе.

## Этимология
Название указывает на местонахождение посёлка в глухих, в прошлом местах. Слово заимствовано из тюркско-монгольских языков, где означает горную местность, покрытую труднопроходимыми хвойными лесами.

## География
Расположен на железнодорожной ветке Кыштым — Карабаш Южно-Уральской железной дороги, в 12 км от железнодорожной станции Кыштым.  Большую часть посёлка занимают многочисленные карьеры и хранилища каолина и графита.
Через поселок протекает река Увильдинская Канава. Практически со всех сторон населённый пункт окружают озера: с севера Темное, Нонькино и Тайги, с востока Большая Акуля и Малая Акуля, с запада Малые, Большие и Верхние Касагалы.
Вокруг поселка густые леса и горы соседствуют с многочисленными каолиновыми и графитовыми карьерами. На месте добычи образуются искусственные водоемы с прозрачной водой и белым песчаным дном. По красоте они ничуть не уступают прославившемуся каолиновому карьеру или «Русскому Бали».

## История
В 1910 году в окрестностях Кыштыма было найдено месторождение каолина. Добытое сырье использовалось на местном заводе огнеупорных изделий. До 1926 года каолин добывался из мелких закопушек, разбросанных по всей площади месторождения. Затем было организовано карьерное производство в северной части месторождения.
В 1935 году началось строительство железнодорожной ветки Кыштым — Карабаш.  В 1936 г. от конторы «Уралсибспецстрой» была назначена бригада для постройки домов. Было построено три двухквартирных дома, один общий длинный барак на двенадцать семей, магазин. Жителей стало ещё больше, из Кыштыма приехало много башкир, которые приехали туда из Тютняр.
Строилась железная дорога Кыштым — Карабаш до 1941 года. Было решено из растущих здесь сосен выстроить землянки. Так появился рабочий поселок Тайгинка. В 1941 году с началом строительства графита-каолинового комбината началась эксплуатация Центрального карьера, откуда поступало сырьё для керамической и других отраслей промышленности. В 1952 году построили двухэтажную школу, и не только тайгинские дети стали учиться в новой школе, сюда приезжали дети с Саймы, с 22 км, с 10 км, с поселка Увильды, Косого моста. В 1957 году напротив школы построили клуб. В этом же году вошел в строй действующий Южный карьер. После их отработки добыча каолина ведётся в Северном карьере. Кыштымский каолиновый комбинат относился к наркомату промстройматериалов. До 1950 года подчинялся тресту «Союзкаолин». В последующие годы неоднократно проводились административные реорганизации, менявшие схемы соподчинения комбината. В 1965 году он снова был передан в ведение министерства промстройматериалов, подчинялся тресту Союзграфит.
В послевоенные годы поселок начал разрастаться. Местные жители занялись строительством и обустройством собственного жилья, в это время появились двухэтажные здания.
В декабре 1963 года горновое отделение переведено на сжиженный газ. Комбинат отпускал баллонное топливо кыштымскому «Межрайонгазу». Благодаря газовому хозяйству стала возможной газификация города и близлежащих посёлков. На природный газ комбинат переведён в 1997 году. В декабре 1988 года Кыштымский графито-каолиновый комбинат был разделён на два самостоятельных независимых друг от друга предприятия: Кыштымский каолино-керамический комбинат и графито-каолиновый комбинат. В июле 1990 года Кыштымский каолино-керамический комбинат переходит в подчинение ТМК «Честем» и переименовывается в Кыштымский филиал «Честем».
21 декабря 1992 года филиал преобразован в акционерное общество закрытого типа «Ксанта». Спустя пять лет произошло очередное изменение и переименование в ЗАО «Кыштымский каолино-керамический комбинат «Ксанта». 1 февраля 2007 года преобразован в ООО «КККК «Ксанта».
В 2004 году, на деньги уроженца посёлка Виктора Пичугова был построен храм благоверного Александра Невского.
В 2016 году посёлок Тайгинка отметил своё 75-летие. На празднике выступила известная  поп-группа «На-На» и группа «Белый день».

## Население
| 1970 | 1979  | 1989  | 2002  | 2010  |
| ---- | ----- | ----- | ----- | ----- |
| 1727 | ↘1720 | ↘1581 | ↘1423 | ↗1452 |

## Инфраструктура
Посёлок является самым развитым в Кыштымском городском округе. Благодаря чему, тут расположены: средняя школа, детский сад, музей, дом культуры. Большая часть населения трудится на графито-каолиновом комбинате ООО «Уралграфит». Также в посёлке развитое транспортное сообщение, состоящее из нескольких маршрутных остановок. 

## Достопримечательности
В поселке был памятник И.В. Сталину. В июне 2010 года он исчез с постамента.. Также сохранился памятник В.И. Ленину.
Храм благоверного Александра Невского расположен в северной части поселка, возле кладбища. Полностью построен на частные пожертвования. Освящен в ноябре 2004 года.
В поселке находится Тайгинский филиал Кыштымского историко-революционного музея, расположенный в доме культуры.
Памятник защитникам Отечества, изображающий солдата, на тумбах указщаны имена погибших тайгинцев, во время Великой Отечественной войны.
Графитовый карьер Тайгинки — крупнейшее месторождение графита расположено к югу от Кыштыма на территории поселка. Добыча началась в 1942 году. .

## Известные уроженцы
- Пичугов Виктор Александрович (род. 1958) — бывший член Совета Федерации от Ханты-Мансийского АО, бизнесмен.

## Галерея
- Основная общеобразовательная школа № 8
- Памятник Ленину
- Памятник Сталину, исчезнувший в 2010 г.
- Дом культуры
- Памятник защитникам Отечества